# Fianarantsoa
Fianarantsoa je mesto (commune urbaine) v južnem osrednjem Madagaskarju in je glavno mesto regije Haute Matsiatra.

## Zgodovina
V začetku 19. stoletja ga je zgradila kraljevina Merina kot upravno prestolnico za novo osvojeno kraljestvo Betsileo.
Fianarantsoa v malgaščini pomeni 'dobra izobrazba'. Je kulturno in intelektualno središče celotnega otoka. Je dom nekaterih najstarejših protestantskih in luteranskih cerkev na otoku, najstarejšega teološkega semenišča (tudi luteranskega), pa tudi rimskokatoliške nadškofije Fianarantsoa (s sedežem v stolnici Jezusovega imena). Mesto 'dobre izobrazbe' se ponaša tudi z univerzo, ki je poimenovana po njem in je bila zgrajena leta 1972. Fianarantsoa velja za prestolnico vina na Madagaskarju, saj je v mestu veliko vinske industrije.

## Geografija
Je na povprečni nadmorski višini 1200 metrov in ima 191.766 prebivalcev.
Mesto je s preostalim delom države povezano z državno cesto 7, ki je ena glavnih cest na Madagaskarju. Razdalja je 411 km do glavnega mesta Antananarivo, 192 km do Ihosyja, 518 km do Tulearja.
Narodni park Ranomafana je med turisti priljubljen naravni park, ki leži 65 km severovzhodno od mesta Fianarantsoa. Druga vroča točka turizma so geolokalne formacije Isandra, približno 30 km severozahodno od Fianarantsoa. Do njih se lahko pridete po neasfaltirani nacionalni cesti 42 iz Fianarantsoe.
Mesto prečkata dve reki: Mandranofotsy na zahodu in Tsiandanitra na vzhodu. Obe sta pritoka reke Matsiatra.
Köppen-Geigerjev sistem klasifikacije podnebja razvršča podnebje v subtropsko visokogorje (Cwb).

## Izobraževanje
- Université de Fianarantsoa, ki je imela v letu 2018/2019 okoli 24.000 študentov na desetih fakultetah, je bila ustanovljena leta 1977 in je na jugovzhodu mesta.
- Faculté de médecine de Fianarantsoa[2]

Francoske mednarodne šole:
- Collège français René-Cassin[3][4]

## Znamenitosti
V Gornjem mestu (Haute Ville), zgodovinskem središču mesta Fianarantsoa, kjer so bile številne zidane hiše prenovljene v prvotnem slogu, so vredne ogleda različne cerkve na ulici Rue du Rova. Najstarejša cerkev v Fianarantsoi je Eglise Antranobiriky iz leta 1859. Cerkev Fahazavana je bila zgrajena konec 19. stoletja v neoromanskem slogu. Fiangonana Trinité Masombahoaka je protestantska neogotska cerkev iz leta 1885. Največja cerkev, stolnica Cathédrale du Saint-Nom-de-Jésus de Fianarantsoa, je bila zgrajena od 1871 do 1890.
Železniška postaja v živahnem okrožju Spodnje mesto (Basse Ville) je bila slovesno odprta leta 1935. Pred železniško postajo, sredi trga Place de la gare, je postavljen spomenik žrtvam malgaškega upora leta 1947.

### Dediščina
Svetovni sklad za spomenike (WMF) uvršča Fianarantsoo med 100 najbolj ogroženih območij zaradi propadanja starih hiš v zgornjem delu mesta. Mesto je že imelo koristi od več projektov v okviru obnove svojih zgodovinskih spomenikov.

## Gospodarstvo
Fianarantsoa je eno najbolj trgovskih mest na Madagaskarju in trgovina predstavlja prevladujočo dejavnost. Poleg terciarnega sektorja ima v gospodarstvu pomembno vlogo tudi kmetijstvo. V okolici delno gojijo tobak, riž, grozdje in kavo. Ima tudi specializirane kmetije.
Med industrijami v mestu je večina kmetijsko-živilske: vinska industrija, tovarne mila, oljarne, predelovalna industrija riža in industrija pakiranja govejega mesa. Na severnem robu mesta je postavljena tovarna zdravil. Pomemben delodajalec v mestu je proizvajalec avtomobilov Karenjy, ki ima tukaj svojo montažno tovarno. 
Na območju, ki obdaja mesto, je več vinskih kleti - zlasti nedaleč severno okoli vasi Maromby - zaradi česar je Fianarantsoa dobila vzdevek »vinsko mesto Madagaskarja« kot središče proizvodnje vina v državi. Sorte grozdja, uvožene iz Francije ali Švice, dajejo rdeča, rosé in bela vina s precej sadnim okusom. 
V 1970-ih so z nemško pomočjo postavili plantaže čaja, okoli 80 % pridelka pa so izvozili.
- Železniška postaja
- Železniška postaja
- Place de la Gare
- Spomenik
- Stolnica
- Stolnica
- Eglise Antranobiriky (1859)
- Eglise Trinité Mahasombahoaka (1885)
- Eglise Fahazavana
- Rue du Rova